# مک‌گروبر
مک‌گروبر (انگلیسی: MacGruber) یک فیلم سینمایی کمدی و اکشن آمریکایی محصول سال ۲۰۱۰ که بر اساس طرحی از برنامه پخش زنده شنبه شب به همین نام ساخته شده است و خود نقیضه از سریال تلویزیونی اکشن و ماجراجویی مک‌گروبر است.
این فیلم در ابتدا برای اکران در ۲۳ آوریل ۲۰۱۰ برنامه‌ریزی شده بود، اما در عوض این فیلم در ۲۱ مه ۲۰۱۰ اکران شد و در برابر بودجه ۱۰ میلیون دلاری در سراسر جهان ۹٫۳ میلیون دلار درآمد کسب کرد.

## بازیگران
- ویل فورته در نقش مک گروبر
- کریستن ویگ در نقش ویکی گلوریا سنت اِلمو
- رایان فیلیپ در نقش ستوان دیکسون پایپر
- وال کیلمر در نقش دیتر فون کوث
- مایا رودولف در نقش کیسی جانین فیتزپاتریک
- پاورز بوث
- تیموتی وی. مورفی در نقش کنستانتین باخ
- کریس جریکو در نقش فرانک کورور
- ام‌وی‌پی (کشتی‌گیر)
- گریت کالی در نقش توگ فلپس
- بیگ شو در نقش آجر هیوز
- مارک هنری
- کین در نقش تانکر لوتز
- ریس کویرو در نقش یریک نوویکوف
- اندی مکنزی در نقش هاس بندر
- درک میرس به عنوان دزد بزرگ
- کوین اسکوسن در نقش سناتور گارور
- جاسپر کول در نقش Zeke Pleshette
- براندون تراست به عنوان دوست پسر آجر
- جیسون تراست به عنوان محافظ سیگار کشیدن
- کریس کیتینگر در نقش Man in Tuxedo
- ماریل هلر نقش ساعت
- آماری استاودمایر به عنوان خودش J[۴][۵][۶][۷]